# パンデミック (ボードゲーム)
『パンデミック』（Pandemic）は、プレイヤーが病原体に立ち向かう医療研究チームの一員となり、協力しあい感染症の世界的流行（パンデミック）に立ち向かうというボードゲームである。
プレイヤー間で勝敗を争うのではなく、プレイヤー全員対ゲームシステム（病原体）という構図の、ボードゲームでは比較的めずらしい協力ゲームである。各プレイヤーはそれぞれ違う得意分野を持つ役割を担当するため、各自の能力を活かした協力が求められる。
デザイナーのマット・リーコックは、2003年に起きたSARSの流行から着想を得て本作をデザインした。
2013年に「パンデミック：新たなる試練」のタイトルで改訂版が発売された。
2018年に10周年記念版が発売された。ゲーム内容は改訂版と同じであるが、カードや駒などが豪華になっている。

## ゲームの概要
ゲームは世界地図を模したボードと、縦型の「プレイヤーカード」・横型の「感染カード」の2セットのカードを使う。
ボードには48の都市が表示されており、初期配置し終えるとそのうち9つの都市に感染者が発生した状態となる。そのうち3つの都市は感染者数がアウトブレイク（後述）寸前である。この最初の感染具合は毎ゲームごとに異なる。また、プレイヤーカードの山に入れるエピデミックカード（後述）の枚数で難易度を調整しプレイすることができる。
プレイヤーはそれぞれ異なる役割を担当し、アトランタにて手札を数枚持った状態でスタートとなる。ゲームは最も人口の多い都市のカードを持ったプレイヤーからスタートし、時計回りに順に進めていく。各プレイヤーのターンは、アクションの実行→手札補充→感染の処理、の3ステップである。
アクションの実行
アクションは以下の中から任意の組み合わせで4アクションまで実行することができる。
- 移動（隣の都市への移動の他、カードや調査基地を使った移動方法がある）
- 調査基地の設置
- 感染者の治療（病原体コマの除去）
- 治療薬の発見
- 知識の共有（手札の都市カードの受け渡し）

役割
プレイヤーが担当している各役割ごとに、上記アクションに得意分野がある。
通信指令員
自分のターンに他のプレイヤーを移動させることができる。
作戦エキスパート
通常カードが必要な調査基地設置でカードを使わずに設置できる。改訂版より調査基地で任意のカードを消費することで好きな都市へ移動できる能力が追加された。
衛生兵
治療は、通常は病原体コマ1個を除去するが、同じ色の病原体コマすべてを除去できる。
治療薬が発見済みだとアクションなしで今いる都市の病原体コマすべてを除去できる。
科学者
治療薬発見について、通常はカードが5枚必要だが、4枚で発見できる。
研究員
手札カードを渡す時、通常の「今いる都市のカードのみ」という制限がない。
危機管理官
捨て札にあるイベントカードを再利用できる。改訂版より追加。
検疫官
自分がいる都市と、それに隣接する都市に病原体コマが置かれることを防ぐ。改訂版より追加。
手札補充
2枚補充する。手札の上限は7枚であり、手札補充や「知識の共有」アクションにより7枚を超えた場合は任意のカードを捨てるかイベントカードを使用して7枚になるようにしなければならない。
手札を補充する際にエピデミックカードを引いた場合は、以下のエピデミック処理を行なう。
- 感染率を上昇させる。
- 感染カードの山札の一番下をめくり、その都市に病原体コマを3つ置く。
- 感染カードの捨て札をシャッフルし山札の上に乗せる。この時感染カード全体をシャッフルしリセットするわけではないので、以降これまですでに感染が進んでいる都市がさらに感染が進むようになる。

感染の処理
現在の感染率の数値分、感染カードの山札からカードをめくり、その都市に病原体コマを1つ置く。各都市に置ける病原体コマは3つまでであり、もしあふれた場合以下のようにアウトブレイク処理を行なう。
- アウトブレイクマーカーを進める。
- 隣接した全都市に1つずつ病原体コマを置く。なお、これによりアウトブレイクの連鎖が発生することがある。

イベントカード
プレイヤーカードにはイベントカードが5枚入っており、「感染の処理をスキップできる」などプレイヤー側に有利なイベントを発生させることができる。このゲームではイベントカードはいつでも使うことができ、自分のターン内だけではなく、自分のカードを他のプレイヤーのターンに利用したり、手札補充でエピデミックカードを引いた直後に使う、などが可能である。
根絶
治療薬が発見されたあと、その色の病原体コマがボード上からすべて消えた時、その病原体は根絶したことになる。以後、感染の処理にてその色の感染カードが出ても病原体コマを置かない。
勝利条件
4種類の病原体の治療薬を発見した時、即座にプレイヤー側の勝利となる。
敗北条件
以下のいずれかの時、即座にプレイヤー側の敗北となる。
- アウトブレイクが8カウント（どくろマーク部分）まで進んだ時
- 病原体コマを置かなければならないのに、足りなくて置けない時
- 手札補充の時プレイヤーカードの山札が足りない時

## 受賞歴
- 2011年 ドイツ・メンサ賞
- 2010年 Australian Games Association Game of the Year
- 2009年 ゲームズ100選 ベストファミリーゲーム
- 2009年 日本ボードゲーム大賞 2位
- 2009年 ゴールデンギーク賞 ベストファミリーゲーム
- 2009年 オリジン賞 (Origins Award) 年間最優秀ボードゲーム賞
- 2009年 オーストラリアゲーム賞 ベスト国際ゲーム
- 2009年 ドイツ年間ゲーム大賞（Spiel des Jahres）ノミネート
- 2009年 ドイツゲーム賞 (Deutscher Spiel Preis) 3位
- 2009年 Gouden Ludo（ベルギーのゲーム賞）優勝
- 2009年 Prêmio JoTa (ブラジルのゲーム賞) ベスト協力ゲーム
- 2008年 ミープルチョイス賞
- 2008年 トリックトラック賞 銀賞

## 拡張セット
基本となる「パンデミック：新たなる試練」とあわせて遊ぶための拡張セットが発売されている。

### パンデミック：迫りくる危機
マット・リーコックとトマス・レーマンの共同作品。
元々は「絶体絶命」というタイトルで英語版 (Pandemic: On the Brink) は2009年に、日本語版は本体と同時に発売された。(プレイするには旧版のパンデミック本体が必要である。)
その後改訂版「パンデミック：新たなる試練」用の拡張版として「パンデミック：迫りくる危機」というタイトルで発売された。
内容は「迫りくる危機」も「絶体絶命」も変わらない。以下のバリエーションのゲームが可能となる。
- 猛毒株チャレンジ
- 突然変異チャレンジ
- バイオ・テロリストチャレンジ
- 追加の役職
- 追加のスペシャルイベント
- 伝説級ゲーム
- 5人プレイ

また、病原体コマをいれるためのペトリ皿が付属する。

### パンデミック：科学の砦
以下のバリエーションのゲームが可能となる。
- 研究所チャレンジ
- ソロプレイルール
- チーム戦
- 追加の役職
- 追加のアイテムカード

チーム戦で最大6名までプレイ可能。他の拡張セットと合わせてプレイが可能。

### パンデミック：緊急事態宣言
以下のバリエーションのゲームが可能となる。
- 検疫
- 遠隔地チャレンジ
- 緊急事態イベントチャレンジ
- スーパーバグチャレンジ
- 追加の役職
- 追加のアイテムカード

他の拡張セットと合わせてプレイが可能。

## スピンオフ作品
色々な意味でのスピンオフ作品がある。同じゲームシステムで世界観が違うもの（「ローマの落日」など、病原体との戦いではないもの）、同じゲームシステムと世界観の物（「イベリア」、「ホットゾーン」など地図が違うもの）、モチーフを共有するがまったく別のゲームのもの（「感染接触」など）がある。いずれも拡張セットではなく、単体でプレイできる。

### パンデミック：完全治療
テーマはパンデミックと同じであるが、サイコロを使って進行していくため、運の要素が高くなっている作品。この作品の拡張セット「Pandemic: The Cure Expansion: Experimental Meds」も存在する（日本語版は未発売）。

### パンデミック：接触感染
カードゲームとなっている作品。大きく異なるのは人間側ではなく病原体側の立場となり、人間に被害を与える。協力ゲームではなく、より被害を与えたプレーヤーの勝利となる。

### パンデミック：イベリア
モチーフは同じだが、19世紀半ばのイベリア半島がゲームの舞台となっている。

### パンデミック：ライジングタイド
病原体との闘いではなく、オランダを舞台にし水害との闘いとなる。

### パンデミック：クトゥルフの呼び声
病原体との闘いではなくクトゥルフ神話を題材にした、邪神復活を阻止するために邪教の信徒や怪物との闘いが繰り広げられる作品。

### パンデミック：ローマの落日
病原体との闘いではなく、ローマ帝国を舞台に蛮族との闘いが繰り広げられる作品。

### パンデミック：迅速対応
サイコロを使用し、世界各国に救援物資を届けていく。砂時計を使ってプレイする、リアルな時間との闘いでもある作品。

### パンデミック：レガシー シーズン1
赤箱と青箱の2種類のバージョンがあるが、内容は同一。1月が約60分の内容が12カ月分で12時間のプレイが可能。自分たちでルールや能力を書き換えたりするため、1度しか遊べないが、自分たちだけの物語が楽しめる。

### パンデミック：レガシー シーズン2
黄箱と黒箱の2種類のバージョンがあるが、内容は同一。シーズン1と同じく1度しか遊べないが、自分たちだけのゲーム性が楽しめる。シーズン1を経験していなくても楽しめる。

### パンデミック：レガシー シーズン0
シーズン1や2の前日譚。シーズン1や2と同じく1度しか遊べないが、自分たちだけのゲーム性が楽しめる。シーズン1や2を経験していなくても楽しめる。

### 禁断の島
「パンデミック」の名称はないが、作者も同じで、システムも似ている作品。島が水没する前に宝を取り脱出できれば勝利。パンデミックと比べて簡素になっていて遊びやすくなっている。

### パンデミック：ホットゾーン
「パンデミック：新たなる試練」をコンパクトにした作品。基本的なルールは「新たなる試練」に準じているが、都市が北米だけで約半数になった、病原菌の数が3種類に減った、役職も4種類などの違いがある。おおむね30分前後でプレイができ、ルールも簡素化されている部分もあるため、初心者もプレイしやすい。英語版タイトルは「Pandemic: Hot Zone - North America」であるが、日本語版タイトルには「North America」に相当する語はない。

### Pandemic: Hot Zone - Europe
「パンデミック：新たなる試練」をコンパクトにした作品。都市がヨーロッパだけになっている。日本語版は未発売。

## ビデオゲーム版
ビデオゲームとして『Asmodee Digital』からiOS,Google Play,Amazon Appstore,Steam(Windows/MacOS)で動作するものが販売されている。